# Angel Alonso
Pour les articles homonymes, voir Alonso.
 (avril 2019).
Si vous disposez d'ouvrages ou d'articles de référence ou si vous connaissez des sites web de qualité traitant du thème abordé ici, merci de compléter l'article en donnant les références utiles à sa vérifiabilité et en les liant à la section « Notes et références ».
Angel Alonso est un peintre français d'origine espagnole, né le 4 mars 1923 à Laredo en Cantabrie, mort le 20 décembre 1994 à Paris 14e.
Son travail s'articule autour d'une réflexion sur la couleur et la matière. Alonso se tiendra pendant pratiquement 20 ans à l'écart du marché de l'art, entendant ainsi préserver l'intégrité de son œuvre.

## Biographie

### Les jeunes années: fuite de l'Espagne franquiste et installation en France
Après quelques années de formation en autodidacte, Angel Alonso quitte l'Espagne. Entre 1938 et 1939, il est arrêté à seulement 17 ans, incarcéré et condamné à mort après la prise de Bilbao par les franquistes. Sa famille dépose un recours en grâce, accepté du fait de son jeune âge.
Il retourne chez lui mais, quelques mois plus tard, est de nouveau arrêté pour désertion, n’ayant pas effectué son service militaire. Il est alors déporté sur l’île de Fuerteventura. Il s’évade puis, après une période de clandestinité, gagne, en 1947, la frontière française.
Il quitte alors définitivement l’Espagne pour rejoindre Paris. Ces années de prison seront l’un des fondements de son amitié indéfectible avec María Zambrano, elle-même réfugiée politique, qu’il connaîtra dès le début des années 1950. Il s'installe à Paris où il rencontre quatre artistes qui orienteront la première étape de son travail, Vieira da Silva, Árpád Szenes et, surtout, Nicolas de Staël et Pierre Tal Coat, ces derniers se retrouvant souvent dans leurs œuvres respectives.
En plus de ces premières influences picturales, il se sent attiré par la couleur et les collages de Matisse.

### Les années 1950
En 1950, il se voit menacé d’extradition vers l’Espagne franquiste par les autorités françaises. Un comité de soutien s’organise, constitué entre autres par Michel Leiris, Francis Ponge, Henri Calet ou encore Pierre Descargues. Il n’obtiendra la nationalité française qu’en 1971 grâce au soutien de son beau-père, Roger Rigaud, ancien vice-président du Conseil de Paris.
En 1952, Alonso refuse d'exposer à la prestigieuse galerie Jeanne Bucher par « pudeur ». En effet, il estime que son jeune âge ne lui permet pas de prétendre à une telle exposition. 
En 1955, il expose à la galerie André Schoëller, qui à cette époque représentait des artistes tels que Rebeyrolle, Fautrier, Messagier, Duvillier, Gnoli, Arroyo. À partir de cette exposition ses matériaux deviennent plus denses.
De 1957-58, il peint une série de toiles inspirées du tableau de Turner Les Funérailles en mer de Sir David Wilkie. Ce sont les années de sa rencontre fraternelle avec María Zambrano, celle-ci même qui lui présentera Emil Cioran. Ce dernier qualifia en 1987 Alonso comme le « dernier peintre français ».  À la lumière de ces rencontres, Alonso initie son propre chemin.
En 1952, il s'installe à Genainvilliers, près de Chartres, qui deviendra, à partir de ce moment son lieu de réflexion et de recherche, centrée principalement sur la couleur. En 1958, il travaille avec les feuilles, les pommes, les troncs, les branches, obsédé par les aspects multiples des sensations végétales. Il parle beaucoup avec Tal-Coat, qui, lui aussi, expérimente constamment. 
En 1956, après avoir vécu à Paris, au 49 de la rue de Rennes, Alonso s’installe à La Laurencie, propriété familiale de son épouse Monique Rigaud, dans le Limousin.
Ils y accueilleront nombre de leurs amis, parmi lesquels les poètes Yves de Bayser et Jules Supervielle, Suzane Tézenas, célèbre mécène, l’homme de lettres et critique Guy Dumur... C’est là qu’Alonso commence à approfondir le travail sur la matière et le paysage.

### Les années 1960–1970: bravade au marché de l'art et affirmation d'un langage pictural inédit
À partir de 1960 et pendant plus de vingt ans, Alonso se tiendra pratiquement éloigné du marché de l'art. Il se consacre à la peinture comme exigence spirituelle, toujours en contact avec la terre et la nature. Ce sont des années intenses marquées par un retour progressif vers l'essentiel qui se traduit surtout dans la couleur et dans les matériaux. Il commence la série des grands tableaux noirs composés à partir de poudre de charbon, de végétaux brûlés, de paille, de feuillage, de terres qui confèrent au tableau une consistance et une intensité unique. Simultanément il crée d'autres œuvres sur bois, carton ou papier où il poursuit son travail de recherche et de réflexion sur la couleur.   
Un matin très tôt, presque au point du jour, Alonso est subitement réveillé par l’odeur de la fumée venant de champs brûlés. Il va jusqu’à la grille de la ferme de la Chapelle et voit que le feu avance vers la maison. Au début il prend peur, puis réalisant que ce ne sont que des travaux des champs, il reste jouir du spectacle. Quand le feu s’éteint, c’est la vision absolue : la terre noire, comme un tapis, il n’a jamais rien vu d’aussi beau de sa vie. « Quelle insignifiance, la peinture ! », pense-t-il, et il commence à parcourir les champs noircis et à entasser de l’herbe brûlée et du charbon. Il prend des sacs et y met des cendres sans y toucher. Les formes — le squelette végétal — sont restées intactes ; le feu a détruit les corps sans décomposer leur silhouette. C’est ainsi que tout commence pour Alonso. La période initiale, vers 1963, des grands charbons et des grands espaces de boue ou de terres brûlées, où toutes les possibilités de la couleur noire brillent, vibrent, du sec à l’humide, du plus lumineux à l’obscurité la plus dense. 
Dans les années 1970, le Comte de Flers réunit un groupe de mécènes autour d’Alonso pour l’aider financièrement, dont les collectionneurs Vivien et Aymar de Gunzburg, Béatrice Rosenberg et le célèbre tailleur parisien Gilbert Féruch. 

« Je l’ai vu, des années durant, étudier les textes les plus anciens de la technique pictu- rale pour retrouver des secrets perdus (...). Charbon ou herbes brûlées, la couleur y accédait à une profondeur qu’elle n’a jamais connue ailleurs. Ses noirs sont les plus noirs, les plus denses de toute la peinture, ses blancs plus serrés, plus éclatants que ceux d’une maison grecque sous le soleil, ses jaunes plus intenses que celui d’un champ de colza en juillet... »

— Jeannine Worms (1923-2006) femme de lettres et collectionneuse des œuvres d’Alonso

« […] La source unique d’inspiration d’Angel Alonso a toujours été le paysage. Il était au centre des discussions journalières qui unissaient le jeune peintre à Pierre Tal Coat, son ami, son père spirituel. Ils ont parcouru des fois et des fois l’altière forêt des Lions, s’arrêtant tous les quarts d’heure pour dessiner et échanger leurs points de vue sur la manière de voir un paysage. Depuis la mort de Tal Coat, l’univers sensible d’Alonso s’est polarisé sur l’immensité des champs qui entourent sa demeure de Genainvilliers dans l’Eure. Pour Alonso, la terre est le plus beau des paysages. Aussi en est-il arrivé à travailler la terre elle-même. Écho de ces surfaces de terre, la couleur doit être une étendue, la couleur est paysage. On comprend donc pourquoi Alonso refuse tout artifice visant à créer la profondeur, refuse tout dégradé de ton. Il cherche la couleur telle qu’elle est et non telle qu’elle nous apparaît, une couleur d’une telle vérité qu’elle s’affranchit des strictes limites du cadre. [...] »

— Françoise Magny

### Les années 1980: L'élaboration d'une œuvre définitive.
En 1982, il retourne à Paris, à l'ancien atelier de Tal-Coat que ce dernier met à sa disposition. Il alternera longtemps les séjours à Genainvilliers et rue Brézin. Cette année-là, il expose à la galerie Cahiers d'Art. Dans ces travaux, la couleur constitue le paysage même. Avec une maîtrise exceptionnelle des matériaux, il n'hésite pas à inventer ses rouges, verts, jaunes, orange... qui jaillissent de la surface poreuse de ses tableaux.
Entre 1986 et 1989 il effectue plusieurs expositions à la Galerie Barbier. Les rouges, les blancs et les jaunes, s'étendent sur la toile, jalonnés d'interruptions d'espaces, poussant la couleur jusqu'aux extrêmes mêmes du tableau. Dans ces travaux il a laissé de côté les bonnes relations et les influences de son ami Tal-Coat ainsi que la voie ouverte par Matisse. Il prend parti pour une exigence plus radicale qui subordonne son langage pictural à une écriture essentielle dans laquelle la matière et la couleur se réunissent définitivement.   

« Il domine la matière et la technique dont il s’est doté lui-même et à travers lesquelles il réussit à donner corps aux couleurs qui l’obsèdent le plus. Dans l’application de la couleur, Alonso joue avec la dureté et la texture de la matière ; il introduit des éléments qui font référence au paysage de Genainvilliers, au travail des paysans ou au geste de l’artiste fixant la couleur sur la toile. De là, que parfois il laisse sur la toile la spatule ou le petit morceau de bois qu’il a employé pour étendre la couleur. »

— Juan Carlos Marset
En 1987, Juan Carlos Marset, intellectuel et universitaire espagnol, proche de Maria Zambrano, rencontre Angel Alonso à l’occasion de ses recherches sur la philosophe et prend la mesure de l’importance capitale du travail d’Alonso. Une grande rétrospective est alors mise en œuvre en Espagne, où l’intégralité de l’atelier d’Alonso est transporté pour l’organiser.
Vers la fin des années 1980, Alonso est accablé par de sérieux soucis de santé et se voit contraint de s'installer définitivement Rue Brézin. En mai 89, à l'hôpital Lannec, il écrira le poème Beauté Cadavre.

### Les dernières années
La série Désastres, exposée en 1992 à la galerie Sapone de Nice, constitue l'aboutissement de sa dernière recherche. Il abandonne à nouveau ses jaunes, verts, terres pour retourner au noir et au blanc comme dernier refuge dans lequel il se sent sûr. Ses derniers tableaux, des petits formats — esquisses possibles pour un temps qui ne viendra jamais — bouclent le voyage de son œuvre et de sa vie.
La mort brutale d’Angel Alonso à Paris, le 20 décembre 1994, transforme la rétrospective en hommage sous la forme d’une exposition. Elle aura lieu en France, à l’Institut Cervantes (Paris, 1996), et en Espagne à la Fundacion Marcelino Botin (Santander, août-septembre 1996), Circulo de Bellas Artes (Madrid, janvier 1997).

### Famille
Il est le père de Thierry Alonso Gravleur,  également peintre, de Jean-Jacques Alonso (décédé) et de Stéphanie Alonso

## Postérité
En 2003 et 2005, deux expositions se tiennent à la Galerie Guislain -Etats d'Art à Paris
En 2009, le musée Reina Sofía (Madrid) achète un nombre important de ses œuvres tandis que l’État espagnol reçoit ses archives (écrits, correspondances, documents), avec en perspective la création d’une fondation à Santander.
En 2013 se déroule à l'Artsenal de Dreux l'exposition Àngel Alonso qui rassemble les œuvres du peintre pour la première fois depuis pratiquement 20 ans.
En 2014, vingt ans après la disparition de Angel Alonso, la galerie Michel Soskine Inc. (Madrid-New York) rend hommage à l'artiste par la première exposition dans une galerie de Madrid.  